# Francesca Le
Francesca Le (Los Ángeles, California; 28 de diciembre de 1970) es una actriz pornográfica, directora y productora estadounidense.

## Biografía
Francesca entró en la industria del porno en el año 1992 a la edad de 21 años. Su primer trabajo fue con Anabolic Video donde tuvo un gran éxito, concretamente siendo protagonista en The Gangbang Girl 13. Posteriormente trabajó para varias compañías, "Miss Le" fue su nombre en los vídeos de wrestling erótico con Pacific Force. Ella se casó con el también actor porno Mark Wood en 2001, y ambos crearon su propia empresa de producción, LeWood Productions, produciendo títulos como Butt Quest y Booty Bandits.

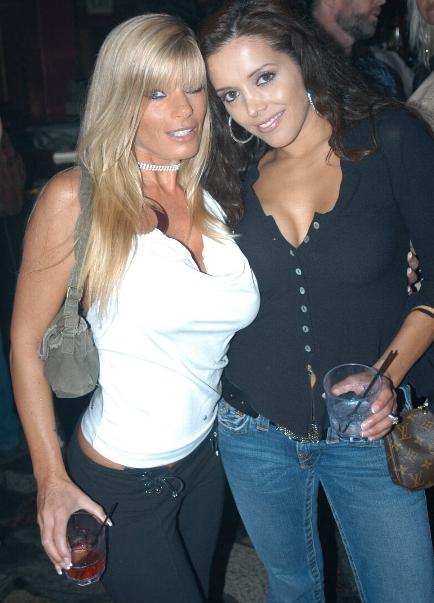
Le con su prima, la también actriz Kristal Summers, en 2006.

 Sus especialidades incluidas sexo anal y facial de su compañero/s masculino/s. Sus escenas con la leyenda Peter North en Bare Market y Hard Rider culminaron en dos de los más dramáticos y voluminosas escenas de eyaculación facial. Ella también ha producido un gran número de vídeos fetichismo de pies, producciones que destacan sus piernas y vídeos posteriores de lucha en YouTube, a menudo usando sus muslos musculares para exprimir a opositores en la sumisión.
Rodó su primera doble penetración en la película, que también dirigió, Double Dip 'Er.
Ha aparecido en más de 1100 películas como actriz y dirigido más de 900.

## Premios y nominaciones
- 1994: AVN Award para Mejor Escena de Sexo en Grupo (Film) – New Wave Hookers 3 (con Crystal Wilder, Tyffany Million, Lacy Rose, Jon Dough y Rocco Siffredi)[3]
- 2005: AVN Award para la Mejor Escena de Sexo Oral (Video) – Cum Swallowing Whores 2 (Ava Devine, Guy DiSilva, Rod Fontana, Steven French, Scott Lyons, Mario Rossi y Arnold Schwarzenpecker)[4]

- AVN Hall of Fame[5]
- XRCO Hall of Fame[6]